# Argumentum ad ignorantiam
Un argumentum ad ignorantiam è una fallacia logica che implica l'affermazione della falsità o verità di una proposizione, basata sull'impossibilità a dimostrare il contrario. Ciò rappresenta un tipo di falsa dicotomia, in cui la terza opzione ignorata è: vi è stata un'investigazione insufficiente, e perciò ci sono insufficienti informazioni per provare se la proposizione sia vera o falsa. 

## Struttura
Un argumentum ad ignorantiam ha la seguente struttura:
1. si afferma A;
2. non vi sono prove per negare A;
3. quindi A è vero.[2]

## Esempio
1. A: Gli elfi esistono. Puoi provare che non esistono?
2. B: No.
3. A: Allora esistono.

## Descrizione
Il tentativo di dimostrare un argomento ad ignorantiam si può avere quando predomina un'ignoranza diffusa sullo stesso, sulle sue proprietà o sulla possibilità di studiarlo. Consiste nell'argomentare che una proposizione è vera perché non si hanno prove del fatto che sia falsa, pur non esistendo (o non essendo chiare) prove che possano dimostrare la verità o la falsità dell'affermazione.
Questa fallacia si ha specialmente quando qualcuno afferma che qualcosa è vero, solo perché non si hanno prove del fatto che sia falso, o che qualcosa è falso solo perché non lo si può provare come vero. La verità o falsità di una proposizione dipende dalle prove che la sostengono o la confutano, e non dalla mancanza di esse. Non si può dimostrare l'esistenza degli extraterrestri, ma questo non implica né che gli extraterrestri debbano per forza esistere, né che non possano esistere affatto.
Viene spesso utilizzata, impropriamente da un punto di vista formale, nei dibattiti in cui si voglia sostenere l'inesistenza, o l'esistenza, di Dio: questo è fallace poiché non rispetta tutte le richieste dell'onere filosofico della prova.

## Il principio dell'onere della prova
L'appello all'ignoranza viola anche il principio secondo cui l'onere della prova, per qualsiasi affermazione di carattere generale, ricade sulla persona che avanza l'affermazione. Ad esempio, se qualcuno afferma che "i fantasmi esistono a meno che qualcuno non riesca a dimostrare il contrario", questa persona sta cercando di spostare l'onere della prova su qualcun altro, solitamente qualcuno che difficilmente può provare o confutare tale affermazione. Ciò avviene solitamente insistendo sul fatto che coloro che sono convinti della falsità dell'affermazione avanzata hanno la responsabilità di confutarla o di fornire supporto all'affermazione opposta. 
Se gli scettici non accettano questa responsabilità, l'argomentatore presume erroneamente che non siano necessarie prove per l'affermazione in questione. Tuttavia, sono necessarie prove anzitutto a carico di chi afferma qualcosa: un argomento che parte dal non dimostrato - o che pensa di dimostrare attraverso artifici retorici o ex auctoritate o allusive teorie del complotto - non soddisfa il criterio di sufficienza di un buon argomento.